# End of Service
Mit der englischen Bezeichnung End of Service bzw. End of Support (Abkürzung EOS) werden in der Elektronikbranche Produkte bezeichnet, für die der Hersteller keinen Service bzw. keinen Support mehr anbietet. Die Abkürzung EOS wird auch für Ende des Verkaufes (End of Sales) verwendet.
In diesem Zusammenhang steht auch der End of Life (EOL) eines Produktes. In der Regel wird zuerst der Verkauf und danach die Wartung eines Produktes eingestellt. Der Begriff End of Maintenance (EOM) gibt den Zeitpunkt an, ab dem keine Updates und Patches mehr bereitgestellt werden. Gewöhnlich liegt EOM vor EOS.